# Гај (Арканзас)
Гај (енгл. Guy) град је у америчкој савезној држави Арканзас.

## Демографија
По попису из 2010. године број становника је 708, што је 506 (250,5%) становника више него 2000. године.
| Група             | 2000.       | 2010.       |
| Белци             | 194 (96,0%) | 683 (96,5%) |
| Афроамериканци    | 1 (0,5%)    | 1 (0,1%)    |
| Азијати           | 0 (0,0%)    | 5 (0,7%)    |
| Хиспаноамериканци | 0 (0,0%)    | 5 (0,7%)    |
| Укупно            | 202         | 708         |